# Andrijevac
Andrijevac (do 1991. godine Ličani) je naselje u Osječko-baranjskoj županiji. Upravnom organizacijom pripada općini Koški. 

## Zemljopisni položaj
Andrijevac se na 97 metara nadmorske visine. Susjedna naselja: istočno Branimirovac, sjeverno Ordanja i Koška, zapadno Ledenik te južno Bijela Loza koja je naselje u općini Podgorač.  Pripadajući poštanski broj je 31224 Koška, telefonski pozivni 031 a registarska pločica vozila NA (Našice).

## Stanovništvo
| broj stanovnika |       |       | 29    | 60    | 74    | 19    | 41    | 439   | 482   | 562   | 532   | 527   | 353   | 331   | 191   | 155   | 88    |
|                 | 1857. | 1869. | 1880. | 1890. | 1900. | 1910. | 1921. | 1931. | 1948. | 1953. | 1961. | 1971. | 1981. | 1991. | 2001. | 2011. | 2021. |

Do 1991. iskazivano pod imenom Ličani. Iskazuje se kao dio naselja od 1869. do 192.1. a kao naselje od 1931. U 1869. podaci su sadržani u naselju Podgorač, općina Podgorač.
Prema popisu stanovništva iz 2011. u Andrijevcu je živjelo 155 stanovnika u 50 kućanstava.

## Sport
U naselju je do 1991. godine postojao nogometni klub Crvena zvezda.

## Vanjske poveznice
- Stranice općine Koška